# 史蒂芬·霍金作品
史蒂芬·霍金，OCH，CBE，FRS，FRSA，是英國著名物理學家，劍橋大學理論宇宙學中心研究主任。霍金對理論宇宙學貢獻傑出，特別是對黑洞奇點、霍金輻射的研究。

## 霍金宇宙論
霍金先後與不同學者合作提出多項學說，改變了人類對宇宙誕生的看法。他與潘洛斯共同建構的奇性定理闡明，宇宙必須有粒初始奇點，時間與空間就是由此初始奇點開始演化。這定理肯定了同時代其他學者開創的宇宙大爆炸理論，推翻古典物理學有關時空是永恒存在的穩恆態理論。霍金進而在創建的「宇宙無邊界論」裏指出，「宇宙的邊界條件應該很特別，有甚麼條件會比無邊界條件更特別？」他認為，所有值得納入總合歷史計算的宇宙模型都會彎曲回自己，這種模型不需要設定邊界條件或像奇點一類的奇怪初始條件。:31-32, 61:234
在黑洞研究方面，霍金發現，黑洞並非完全漆黑一片，黑洞會發射出一種輻射（後來稱為霍金輻射），這種輻射的出射率與黑洞質量成反比，對於宏觀黑洞，輻射出射率極低，但由於原生黑洞是在宇宙初期溫度非常炙熱時的產物，輻射出射率很大，因此質量消耗很大。有些原生黑洞的壽命跟宇宙年齡相等，它們的質量如果沒有耗盡，則會在近期耗盡，造成非常稀有但可觀察到的黑洞蒸發現象。:60-69

### 學說背景
古典物理學一般相信時間和空間是獨立於自然界的概念，可以永久存在；但1915年，愛因斯坦發表廣義相對論提出時間和空間並非絕對，不是獨立於事件的背景，學者對時間的看法徹底轉變。
愛德溫·哈伯在1920年代用100英寸虎克望遠鏡觀察天文時發現恒星並非均勻分佈於整片空間，而是聚集成星系。他又發現幾乎所有星系都有紅移現象，即隨著時間流易，它們離地球越來越遠，而且星系離地球越遠，離開速率亦越快（後來成為著名的哈伯定律）。這發現帶來新問題：在更早的時候，所有星系是否離地球更近，宇宙是否有一個的開端？:15-18
那時很多物理學者嘗試解釋這種現象。英國學者赫爾曼·邦迪、湯馬士·戈爾德和霍伊爾提出的穩恒態理論闡明，在任何時刻，宇宙的狀態在過去、現在與未來都很像，持續擴展，而新生物質也會持續填補擴展形成的空間。這理論要求新物質大約每年每立方千米持續生成一粒粒子。穩恆態理論不嚴格要求宇宙必須有開端，這點與大爆炸理論不同。:26-27
俄國學者葉夫根尼·利夫希茨和艾薩克·哈拉尼科夫則提出，當今處於膨脹階段的宇宙可能不是始於大爆炸，而是延續先前處於塌縮階段的宇宙。實際而言，微擾會使黑洞奇點變得不穩定，因此，宇宙塌縮過程中很可能因為微擾而使奇點無法形成，所以不是所有物質都會塌縮至一粒奇點，密度不會變得無限高，這樣可以避免宇宙有開端的說法。:27-29:455ff

### 奇性定理
貝爾實驗室的阿諾·彭齊亞斯和羅伯特·威爾遜於1964年測量到有各向同性、溫度為2.7K的宇宙微波背景輻射。根據大爆炸理論，早期宇宙必定非常酷熱與緻密，隨著宇宙膨脹，輻射應會大幅紅移，波長拉長、頻率降低，至今變成微波。此發現為大爆炸理論提供了有力證據，並徹底摧毀了穩恆態理論。:20-21
在這之前，霍金已對穩恒態理論持懷疑態度。當時潘洛斯正在研究黑洞奇點，他引入拓撲學方法來研究黑洞，並且理論證明利夫希茨和哈拉尼科夫的論述有誤：每個黑洞中心必定有一粒奇點；那裡密度無限高、引力無限強、時空曲率無限大。霍金設想，若逆著時間回至宇宙誕生之時，全部物質聚成一點，這亦即為奇點。霍金用潘洛斯的方法成功證明，如果廣義相對論正確，宇宙有足夠物質，則在宇宙起源將會有一粒奇點。:467:24-25
霍金原本的表述保證在宇宙起源會有一粒奇點，後來改變主張，表示實際而言宇宙最初沒有奇點，因為廣義相對論不是完整理論，在宇宙初期，早於普朗克時期，由於宇宙尺寸非常微小，不可忽略量子力學效應，只靠廣義相對論來證明奇點存在不正確，必須用量子力學及廣義相對論合併而成的量子引力學理論來研究這論題。:53-54

### 霍金輻射
1970年前，大多數物理學者認為黑洞只會吸入物質與電磁波，因此四周「漆黑」一片，黑洞質量亦會隨之上升。霍金於1974年指出，依據不確定性原理，宇宙真空並非完全空無一物，正能量粒子與負能量粒子組成的粒子對會不停生成，負能量粒子是虛粒子，不能長久存在，必須與正能量粒子在短時間內相遇，互相湮滅，這才不會違反能量守恆定律；假若有虛粒子對在黑洞事件穹界外周圍出現，而負能量粒子被吸入黑洞並從強勁的引力場獲得能量，則正能量粒子就能自由逃逸，因此，能量會輻射出去，黑洞質量會逐漸減小直至消失。假若黑洞質量越小，輻射出射率就越高，黑洞越快消失。這理論顯示量子力學可以除去廣義相對論所預測的奇點。或許量子引力學理論也能避開這棘手的奇點。:60-69
這種黑洞釋出的能量稱為霍金輻射，由於輻射出射率極其微弱，物理學者無法從觀察到它存在的確證。即使黑洞會發射霍金輻射，其輻射出射率很弱，並且黑洞還會不停地從宇宙背景輻射吸收能量，這意味著只有當霍金輻射大於宇宙背景輻射時，黑洞的質量才會緩慢減少，並且必須經極長時間才能耗盡能量蒸發殆盡。這並不意味無法觀測到黑洞蒸發，有種在宇宙初期形成的原生黑洞溫度很高，會發射出大量霍金輻射，有些原生黑洞的壽命與宇宙年齡相約，此時此刻，如果尚未蒸發殆盡，它們很可能發射出大量伽瑪射線。2008年美國太空總署發射的費米伽瑪射線空間望遠鏡可以尋找原生黑洞消失時發射出獨有的伽瑪射線訊號。根據額外維度理論，大型強子對撞機也有可能製成微黑洞。:60-69

### 用處未確立
比較相對論及霍金學說的用處，前者對引力及能量的描述為人類帶來核能發電；而霍金的宇宙論尚未能直接應用於現代科技。但是，注意到適當尺寸的原生黑洞能夠發射出功率達一百億瓦（10 GW）的伽瑪射線，假若在不久將來，物理學家能夠找到這類原生黑洞並發展出高端科技來利用這種能源，黑洞學就可以帶給人類更多實質利益。:63-64

## 精選論文
- Hawking, S. W.; Penrose, R. . Proceedings of the Royal Society A: Mathematical, Physical and Engineering Sciences. 1970, 314 (1519): 529–548. Bibcode:1970RSPSA.314..529H. doi:10.1098/rspa.1970.0021.
- Hawking, S. . Physical Review Letters. 1971, 26 (21): 1344–1346. Bibcode:1971PhRvL..26.1344H. doi:10.1103/PhysRevLett.26.1344.
- Hawking, S.W. . Communications in Mathematical Physics. 1972, 25 (2): 152–166  [2018-02-16]. Bibcode:1972CMaPh..25..152H. doi:10.1007/BF01877517. （原始内容存档于2012-01-13）.
- Hawking, S. W. . Nature. 1974, 248 (5443): 30–31. Bibcode:1974Natur.248...30H. doi:10.1038/248030a0.
- Hawking, S.W. . Physics Letters B. 1982, 115 (4): 295–297. Bibcode:1982PhLB..115..295H. doi:10.1016/0370-2693(82)90373-2.
- Hartle, J.; Hawking, S. . Physical Review D. 1983, 28 (12): 2960–2975. Bibcode:1983PhRvD..28.2960H. doi:10.1103/PhysRevD.28.2960.
- Hawking, S. . Physical Review D. 2005, 72 (8): 084013. Bibcode:2005PhRvD..72h4013H. arXiv:hep-th/0507171 . doi:10.1103/PhysRevD.72.084013.

## 科普作品
以下列出霍金的科普作品，內容主要是在論述觀於宇宙、人類的問題。
- 《时间简史》（1988）
- 《黑洞、嬰兒宇宙及其他》（1993）
- 《胡桃裡的宇宙》（2001）
- 《在巨人的肩膊上（英语：On The Shoulders of Giants）》（2002）
- 《新時間簡史》（2005）
- 《上帝創造了整數（英语：God Created the Integers）》（2005）
- 《大設計》（2010）
- 《夢想的構成（英语：The Dreams That Stuff Is Made Of）》（2011）
- 《我的人生簡史》（2013）
- 《霍金大見解：留給世人的十個大哉問與解答》（2018）

## 兒童科幻小說
霍金、女兒露希、博士學生克理斯托福‧高發德共同撰寫了一本書，之後，霍金、女兒露希又共同撰寫了兩本書
- 《喬治通往宇宙的秘密鑰匙（英语：George's Secret Key to the Universe）》（2007）
- 《喬治的宇宙尋寶（英语：George's Secret Key to the Universe）》（2009）
- 《喬治與大爆炸（英语：George and the Big Bang）》（2011）

## 電影、影集
- 《時間簡史》（1992）[8]
- 《霍金的宇宙（英语：Stephen Hawking's Universe）》（1997）[9]
- 《霍金》（2004），由班奈狄克·康柏拜區主演的一部電視影片。.[10]
- 《地平線》（2005）[11]
- 《科幻大師（英语：Masters of Science Fiction）》（2007）[12]
- 《霍金與萬有理論（英语：Stephen Hawking and the Theory of Everything）》（2007）
- 《霍金：宇宙大師（英语：Stephen Hawking: Master of the Universe）》（2008）[13]
- 《霍金的宇宙大探索（英语：Into the Universe with Stephen Hawking）》（2010）[14]
- 《史蒂芬霍金的未來新世界（英语：Brave New World with Stephen Hawking）》（2011）[15]
- 《史蒂芬霍金之大設計（英语：Stephen Hawking's Grand Design）》（2012）[16]
- 《生活大爆炸》第5季第21集《霍金刺激》（2012）[17]
- 《霍金：我的簡史（英语：Hawking: Brief History of Mine）》（2013）[18]
- 《愛的萬物論》（2014），由艾迪·瑞德曼主演[19]

## 外部連結
- 霍金官方網站（页面存档备份，存于）